# Шалабаївський сільський округ
Шалаба́ївський сільський округ (каз. Шалабай ауылдық округі, рос. Шалабаевский сельский округ) — адміністративна одиниця у складі Жарминського району Абайської області Казахстану. Адміністративний центр — село Шалабай.
Населення — 928 осіб (2021; 1189 у 2009, 1794 у 1999, 2215 у 1989).
Станом на 1989 рік існувала Шалабаївська сільська рада (села Жанааул, Мортас, Остряковка, Чернігівка, Шалабай) колишнього Чарського району. Села Костобе, Мортас, Чернігівка були ліквідовані 2007 року, село Жанааул — 2019 року.

## Склад
До складу округу входять такі населені пункти:
| Населений пункт  | Старі назви | Населення, осіб (1989) | Населення, осіб (1999) | Населення, осіб (2009) | Населення, осіб (2021) |
| ---------------- | ----------- | ---------------------- | ---------------------- | ---------------------- | ---------------------- |
| Костобе, село    | Остряковка  | 214                    | 107                    | -                      | -                      |
| Мортас, село     | -           | 199                    | 137                    | -                      | -                      |
| Чернігівка, село | -           | 336                    | 239                    | -                      | -                      |
| Шалабай, село    | -           | 1188                   | 1175                   | 1104                   | 926                    |
| --Жанааул, село  | Жана-Аул    | 278                    | 136                    | 85                     | 2                      |